# Пленум Центрального Комитета Коммунистической партии Беларуси
Пле́нум Центра́льного комите́та Коммуни́стической па́ртии Белару́си (бел. Пленум Цэнтральнага камітэта Камуністычнай партыі Беларусі) — заседание избранных съездом КПБ членов и кандидатов в члены Центрального Комитета КПБ орган коллективного руководстванад деятельностью коммунистической партии.

## История
Первое заседание прошло в 1924 году, после того, когда во время проведения VIII съезда КП(б)Б было решено создать Центральный Комитет в составе 25 членов и 7 кандидатов и наделить его высшими партийными полномочиями.
Согласно Уставу КПСС созывался не реже одного раза в четыре месяца. Выбирал Бюро и секретарей ЦК, утверждал председателя партийной комиссии, заведующих отделами ЦК, редакторов партийных газет и журналов.
Между съездами партии пленумы рассматривали и решали важные партийные, государственные и хозяйственные вопросы, направленные на выполнение решений съездов КПСС и КПБ, осуществление планов коммунистического строительства.